# Latinskoameričko udruženje slobodne trgovine
Grupacija je osnovana 18. veljače 1960. u gradu Montevideo, Urugvaj. Zemlje osnivačice su: Argentina, Brazil, Čile, Meksiko, Paragvaj, Peru i Urugvaj, a ugovor je stupio na snagu 2. lipnja 1961. Iste godine pridružile su im se Kolumbija i Ekvador, 1966. Venecuela, a 1967. Bolivija. Molba koju je uputila Kuba za priključenje 1962. je odbijena.
Ugovorom se predviđalo da se uklanjanjem prepreka za 12 godina stvori zona slobodne trgovine, a rok je 1969. protokolom iz Karakasua, pomjeren s 1973. na 1980. Međutim ni ovaj rok nije bio ipoštovan zbog protivljenja Urugvaja i Kolumbije.
Latinoameričko udruženje slobodne trgovine prestalo je s radom 1980. kada su zemlje članice potpisale ugovor o osnivanju Latinskoameričkog udruženja za integraciju (ALADI).